# كاستيلو دي فيلاماليفا
بلدية قشتيل بلة مليحة أو كاستيلو دي فيلاماليفا (بالإسبانية: Castillo de Villamalefa)‏، هي إحدى بلديات مقاطعة كاستيلون التي تقع في منطقة بلنسية، في شرق إسبانيا.
يبلغ عدد سكانها 101 نسمة وفقاً لإحصائية سنة (2006).